# Isaac Pàvlovski
Isaac Iakovlévitx Pàvlovski -rus: Исаак Яковлевич Павловский- (Taganrog, 1853 - París, 1924) fou un periodista i escriptor rus.

## Biografia
Després d'estudiar a l'institut de Taganrog, on fou company de classe i amic d'Anton Txékhov, va començar a estudiar Medicina a Sant Petersburg, on va ser actiu en les activitats anti-tsaristes i participà en el moviment de la Khojdenie v Narod (La marxa vers al poble). Fou detingut el 1877 per 'propaganda subversiva' contra el règim i fou empresonat a la Fortalesa de Sant Pere i Sant Pau. Estant a la presó, es va casar amb Vera Serguéievna Gontxarova, una jove activista aristòcrata a qui no coneixia, amiga de la matemàtica Sófia Kovalévskaia i neboda de la muller d'Aleksandr Puixkin, suposant que aquest matrimoni de conveniència agilitaria el procés polític o afavoriria la sentència.
Deportat a la petita ciutat de Pinega, a prop del Cercle Polar Àrtic, va fugir-ne per traslladar-se a Finlàndia, després a Suïssa, i instal·lar-se finalment a París, el 1878, on va rebre el suport de l'escriptor rus Ivan Turguénev, que el presentà a Zola. La seva muller, Vera, s'hi reuní fins al 1882, any en què se separaren. El 1891, Isaac Pavlovsky es casà amb Teodòsia Vasilievna Vandacourova (1865-1932), natural de Sibèria, cirurgiana dental. D'aquest matrimoni nasqueren quatre fills: Nathalie (1890-1972), André (1891-1961), Nicolas (1895-1974) i Jean (1898-1957). Va morir el març de 1924 i està enterrat al cementiri parisenc de Père-Lachaise.

## Obra periodística i literària
S'inicià en el periodisme a Le Temps, en 1880, diari en què publicà al llarg del mes de novembre En Cellule: impressions d'un nihiliste (A la cel·la: impressions d'un nihilista), una novel·la curta que descriu les sensacions i dificultats experimentades per un presoner durant el seu confinament. Treballà com a corresponsal a París del diari rus Nóvoie Vrémia (El temps nou). Va deixar el diari al final de l'Afer Dreyfus, tot i que hi reprengué la col·laboració a partir de 1908. També va participar en la creació i direcció política d'un diari liberal, Rossia, en el qual treballà entre 1900 i 1907, i col·laborà en diverses publicacions periòdiques russes, franceses i espanyoles. Contribuí a crear el Syndicat de la Presse russe à Paris i fou membre de l'Association de la Presse étrangère a la capital francesa.
Apassionat d'Espanya i de Catalunya, on faria nombrosos viatges, feu amistat amb Narcís Oller, Emilia Pardo Bazán, José María de Pereda, Benito Pérez Galdós i Ernesto Bark. D'aquestos viatges nasqué Ocherki sovremennoi Ispanii 1884-1885 (Notes sobre l'Espanya contemporània 1884-1885), editat a Sant Petersburg el 1889, en què recull vivències i impressions de les seves trobades amb els representants del món literari i intel·lectual espanyol i català, en el moment de la Renaixença. Els apartats corresponents al Principat, Mallorca i València han estat traduïts per Josep Maria Farré i publicats sota el títol Un rus a Catalunya.
Durant les seves estades a Barcelona, establí contacte amb Josep Yxart, Joan Sardà, Francesc Matheu, Àngel Guimerà, de qui traduí al rus Terra Baixa. Especialment fecunda fou la relació amb Narcís Oller, amb qui establí una amistat que s'allargà durant gairebé quaranta anys i donà lloc a més de cent seixanta cartes conservades i diverses col·laboracions en articles i traduccions, que Oller consigna en les seves Memòries literàries. El 1886 Oller li traduí les Memòries d'un nihilista, la primera novel·la russa traduïda al català. Pavloski traduí per a la premsa russa alguns textos d'Oller, per exemple, El vailet del pa o La papallona, publicada al Vedomosti (la Gaseta) de Sant Petersburg.
Pavloski signà els seus textos amb el seu nom veritable o sota diversos pseudònims identificats: I. Polotsky, Iacovlev, Ivan Pavlovsky, Jean Pavlovsky.